# Anheuser-Busch
Pour les articles homonymes, voir Busch.
Anheuser-Busch Companies, était, au niveau mondial et en volume, le troisième producteur de bière derrière InBev et SABMiller, tout en étant leader sur le marché américain. La société, basée à Saint-Louis, brassait quelque 40 variétés de bières et liqueurs de malt différentes[Quand ?]. Les principales marques commercialisées étaient Budweiser, Busch, Michelob et Natural Light. La société était cotée à la Bourse de New York sous le code BUD.
Le 14 juillet 2008, le groupe est racheté par InBev pour 52 milliards de dollars (70 dollars par actions). Le nouveau groupe formé par ce rachat, Anheuser-Busch InBev, détient ainsi une position de premier producteur de bière au monde, lui permettant huit ans plus tard d'absorber également SABMiller.

## Histoire

### Débuts et expansion nationale
En 1852, George Schneider, un brasseur et tenancier de saloon de Saint-Louis ouvre la brasserie bavaroise à Saint-Louis. La brasserie Schneider est agrandie en 1856 avec une nouvelle salle de brassage, mais les problèmes financiers forcent, l'année suivante, la vente de la brasserie qui passe entre les mains de différents propriétaires au cours des années 1850. En 1860, la brasserie est achetée au bord de la faillite par William D'Oench, un pharmacien local et Eberhard Anheuser, un fabricant prospère de savon d'origine allemande. De 1860 à 1875, la brasserie est connue sous le nom E. Anheuser & Co, et de 1875 à 1879 en tant que société Anheuser E. Brewing Association. Adolphus Busch, un grossiste qui avait immigré d'Allemagne à Saint-Louis en 1857, épouse la fille de Eberhard Anheuser en 1861. Après son service dans la guerre de Sécession, Busch commence à travailler comme vendeur pour la brasserie Anheuser et achète les parts de D'Oench dans la société en 1869. Il assume le rôle de secrétaire de la société à partir de ce moment jusqu'à la mort de son beau-père.
Anheuser-Busch a été l'une des premières sociétés à transporter de la bière dans tous les États-Unis utilisant des wagons frigorifiques de chemin de fer.
Adolphus Busch est le premier brasseur américain à utiliser la pasteurisation pour maintenir la bière fraîche, le premier à utiliser la réfrigération mécanique et les wagons frigorifiques et le premier à effectuer la mise en bouteille de manière intensive. En 1876, l'entreprise possède une flotte de quarante wagons frigorifiques pour le transport de la bière. L'expansion de l'aire de distribution de l'entreprise conduit à une demande accrue pour les produits Anheuser et la société agrandit considérablement ses installations de Saint-Louis dans les années 1870. Les expansions de production conduisent à passer de 31 500 barils en 1875 à plus de 200 000 en 1881. Pour simplifier les opérations de la compagnie de wagons frigorifiques, Busch crée la St. Louis Refrigerator Car Company en 1878, qui est chargée de la construction, la vente et la location de wagons frigorifiques. En 1883, la société détient 200 voitures et, en 1888, 850. 
Durant les années 1870, Adolphus Busch fait une tournée en Europe et étudie les changements dans les méthodes de brassage qui avaient lieu à l'époque, notamment le succès de la pils, qui comprenait une variante populaire brassée à Budweis (actuelle České Budějovice). En 1876, Busch introduit la Budweiser, avec l'ambition de transcender les goûts régionaux. La capacité de transporter des bouteilles fait de Budweiser la première marque de bière nationale aux États-Unis, commercialisée en tant que bière premium.

## Marques
Les principales marques de bière vendues par Anheuser-Busch sont :
- Budweiser
- Bud Light
- Bud Dry
- Bud Ice et Bud Ice Light
- Michelob
- Natural Light et Natural Ice
- Rolling Rock

## Autres activités
Anheuser-Busch possédait Busch Entertainment Corporation, aussi appelée Anheuser-Busch Adventure Parks, société basée à Orlando en Floride, spécialisée dans le divertissement du type parc d'attraction, qui contrôlait le groupe de parcs d'attractions SeaWorld et Busch Gardens. Elle a été revendue au groupe Blackstone en octobre 2009 et rebaptisée SeaWorld Parks & Entertainment .
Anheuser-Busch redistribuait une partie de ses bénéfices sous forme de dons aux associations de la région de Saint-Louis (dix millions de dollars en 2007)

### Activités illégales
Comme de nombreuses autres entreprises américaines de boisson et spiritueux, Anheuser-Busch est mis en cause au milieu des années 1970 : « les ententes sur les prix, le dumping, et les remises d'incitations illégales se pratiquent dans l'industrie de la bière à une telle échelle qu'on peut dire qu'ils sont devenus la norme », indique le BATF (Bureau de l'alcool, du tabac, des armes à feu et explosifs). Ces pratiques ont notamment permis aux plus grosses entreprises de détruire des centaines de petites entreprises.

## Campagnes marketing

### En faveur des personnes transgenres
En 2023, la marque Bud Light, marque de bière la plus vendue aux États-Unis, choisit la star transgenre de TikTok Dylan Mulvaney comme nouveau porte-parole, une démarche justifiée par la vice-présidente du marketing de Bud Light, Alissa Heinerscheid, afin de rendre la marque plus « inclusive ». Cette décision intervient dans un contexte où les ventes de Bud Light sont en baisse depuis plusieurs années, la marque pouvant être, selon les observateurs de l'industrie; bientôt dépassée par Corona ou Modelo en tant que marque de bière la plus vendue au pays.
La vidéo a fait le buzz sur les réseaux sociaux et a déclenché une réaction violente de la part de personnes anti-trans et de conservateurs américains, dont le chanteur Kid Rock, qui a aidé à lancer un boycott contre Bud Light en particulier et Anheuser-Busch en général. Cette campagne marketing s'est avérée « un véritable fiasco financier ». Le volume des ventes de Bud Light a chuté de 21 % au cours de la semaine qui s'est terminée le 15 avril. Fin avril, Anheuser-Busch InBev, la société mère de Bud Light, a limogé deux de ses responsables marketing après le tollé général suscité par le partenariat de la marque de bière avec l'influenceuse transgenre
En mai 2023, les actions d'AB InBev ont chuté de 20 %, suffisamment pour qu'elles soient classées comme actions baissières par Forbes tandis que HSBC a réduit les actions d'AB InBev à un maintien. CNBC a estimé qu'en mai, les ventes d'AB InBev avaient chuté de 18 %. Bud Light perd alors son statut de bière la plus vendue aux États-Unis au profit de Modelo Especial,.